# Östra Hamngatan
Östra Hamngatan är en cirka 650 meter lång gata i stadsdelarna Nordstaden och Inom Vallgraven i Göteborg. Gatan sträcker sig från Lilla Bommen vid Göta älv till Kungsportsplatsen, och ingår i det stora restaurang- och shoppingdistrikt som finns i centrala Göteborg.

## Historik
Ursprungligen var detta två parallella gator — en på vardera sidan om Östra Hamnkanalen, och de hade först namn efter kanalen: Ostre Hambnan (1621-1639), Lilla Hamnen (1644), Östre Lille Hambnen (1669) och slutligen Östra Hamngatan (1815).
Först år 1837 fick den västra sidan av Östra Hamngatan trottoar av gråstenshällar, lagd av den danske stensättaren Ludvig Kragh. De planterade träden längs kanalen togs bort 1850, då man den 8 februari beslutat att bygga om kajerna med granit.
De äldre husen på gatans östra sida förstördes vid branden 1792, och på den västra vid branden 1802. Efter detta byggdes husen helt i sten. År 1805 tillkom stenpelare och järnlänkar, som skydd för åkande och gående utmed kanalsidan. Tidigare svarade trädplanteringar för skyddet.
Den ursprungliga Köpmansgatubron var byggd i trä. Men år 1712 beslöts av magistraten att en välvd stenbro "över Östra lilla hamnen i Köpmangatans sträckning" skulle uppföras. Murargillet lämnade ett anbud, som prutades ned till 900 daler silvermynt. Ett kontrakt upprättades den 28 mars 1712, och som entreprenörer anlitades murarmästarna Greger Deber och Olof Larsson. I slutet av april 1713 kunde de anmäla, att bron var färdig, vilket efter besiktning godkändes av magistraten.
Den smala kanalen, som fanns mellan Brunnsparken och Södra Hamngatan, lades igen under år 1860. Östra Hamngatan utsträcktes 1861 över Brunnsparkens västra sida och den bro anlades som långt senare kom att få namnet Fontänbron. 1861 revs även Norra och Södra Hamngatans gamla välvda stenbroar över Östra Hamnkanalen och ersattes med plana järnbroar.
1862 revs de fyra välvda stenbroarna över den norra delen av Östra Hamnkanalen och ersattes samma år med plana broar. Den gamla Lejonbron vid Brunnsparken raserades 1864.
Under senare delen av 1800-talet utvecklades Östra Hamngatan till Göteborgs förnämsta handelsgata. I bottenvåningarna till de flesta husen inreddes butikslokaler och i de högre våningarna blev det affärs- och kontorslokaler.  Den hästdragna spårväglinjen från Brunnsparken och vidare söderut på Östra Hamngatan började trafikeras i maj 1881. 1902 började de elektriska spårvagnarna köras här.
Östra Hamnkanalens södra del — från Stora Hamnkanalen till Vallgraven (egentligen Lilla Nygatan) vid Kungsportsplatsen — lades igen från mars till juni 1898 , då den ökande trafiken krävde mer utrymme. Kostnaden för det arbetet uppgick till 320 000 kronor, varav enskilda tomtägare svarade för cirka 75 000 kronor. Stensättningen 1899 av gatan kostade 16 500 kronor. Arbetet med att lägga igen kanalens norra del — räknad från Göta älv vid Lilla Bommen till Stora Hamnkanalen — påbörjades i maj 1936 och avslutades den 18 augusti samma år. Samtidigt hade man då även raserat de sammanlagt sex broar som spände över den norra delen, vid: Norra Hamngatan, Köpmansgatan, Postgatan, Kronhusgatan, Spannmålsgatan och Kanaltorget (vid Lilla Bommens Hamn). Totalt fanns det tio broar över Östra Hamnkanalen. Östra Hamnkanalen uppmättes år 1900 till en längd av 762 meter.
Mitt för Sillgatan (nuvarande Postgatan) fanns sedan början av 1700-talet en brunn med pumpanläggning, där allmänheten kunde hämta sitt dricksvatten.
Under 1600- och 1700-talen hade kvarteren kring Östra Hamngatan och upp emot Lilla Bommen många bryggerier (rotarna 15—28, enligt indelningen fram till 1657). Exempelvis: Borgmanska bryggeriet; Stockmanska Bryggeriet; Thimska Bryggeriet; Williamsonska Bryggeriet och Åkerhögs Bryggeri.
Den 29 oktober 1970 beslöts att spårväg skulle framdragas i Östra Hamngatan, mellan Brunnsparken och Lilla Bommens Torg till en kostnad av 1 588 000 kronor, och i juli 1971 började spårvagnarna på linje 5 att trafikera det nya dubbelspåret.
Den 31 maj 1976 invigdes USA:s nya generalkonsulat på Östra Hamngatan 53.

Östra Hamngatan med Spannmålsgatubron. (1916)
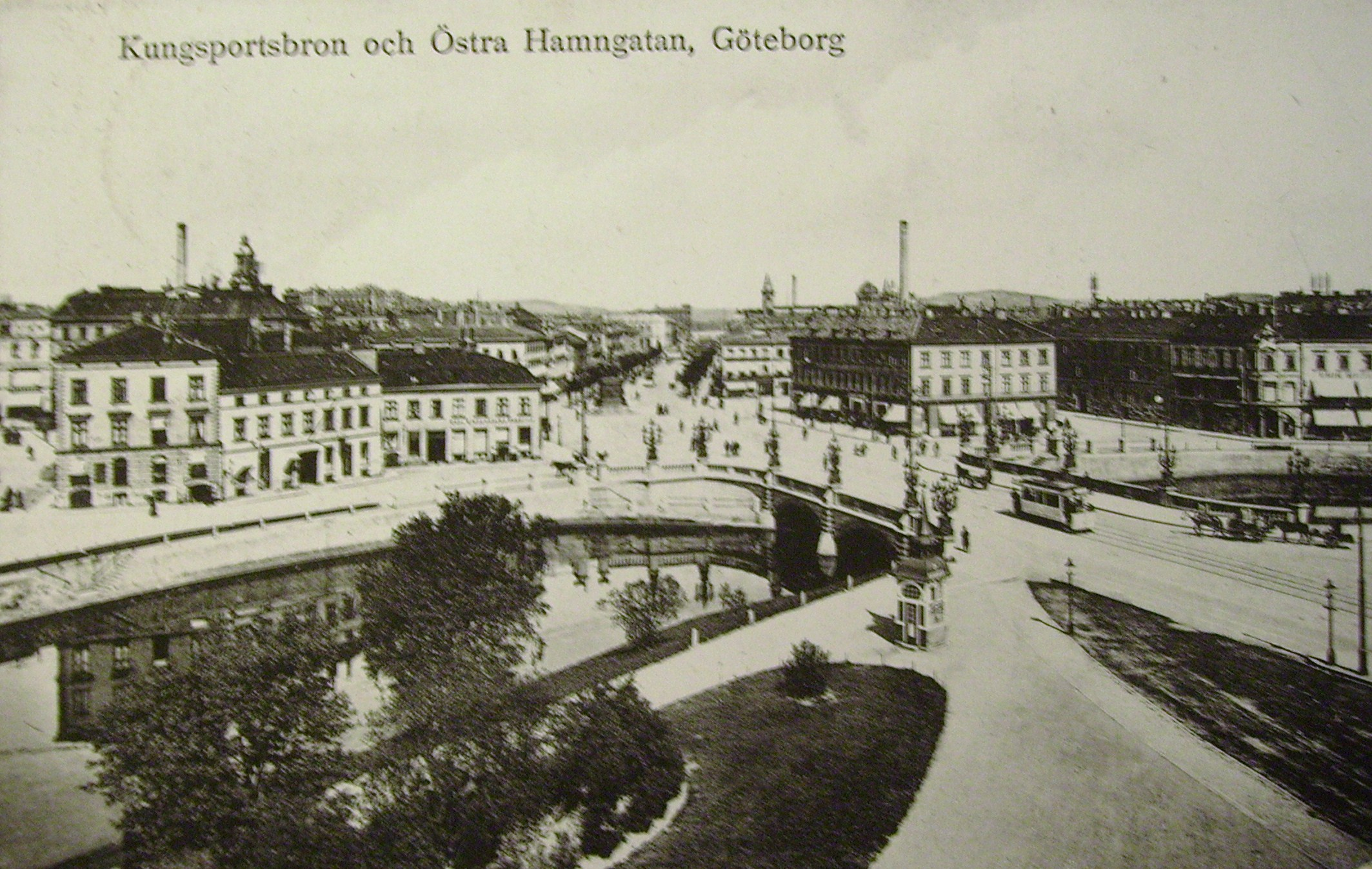
Kungsportsbron och Östra Hamngatan.
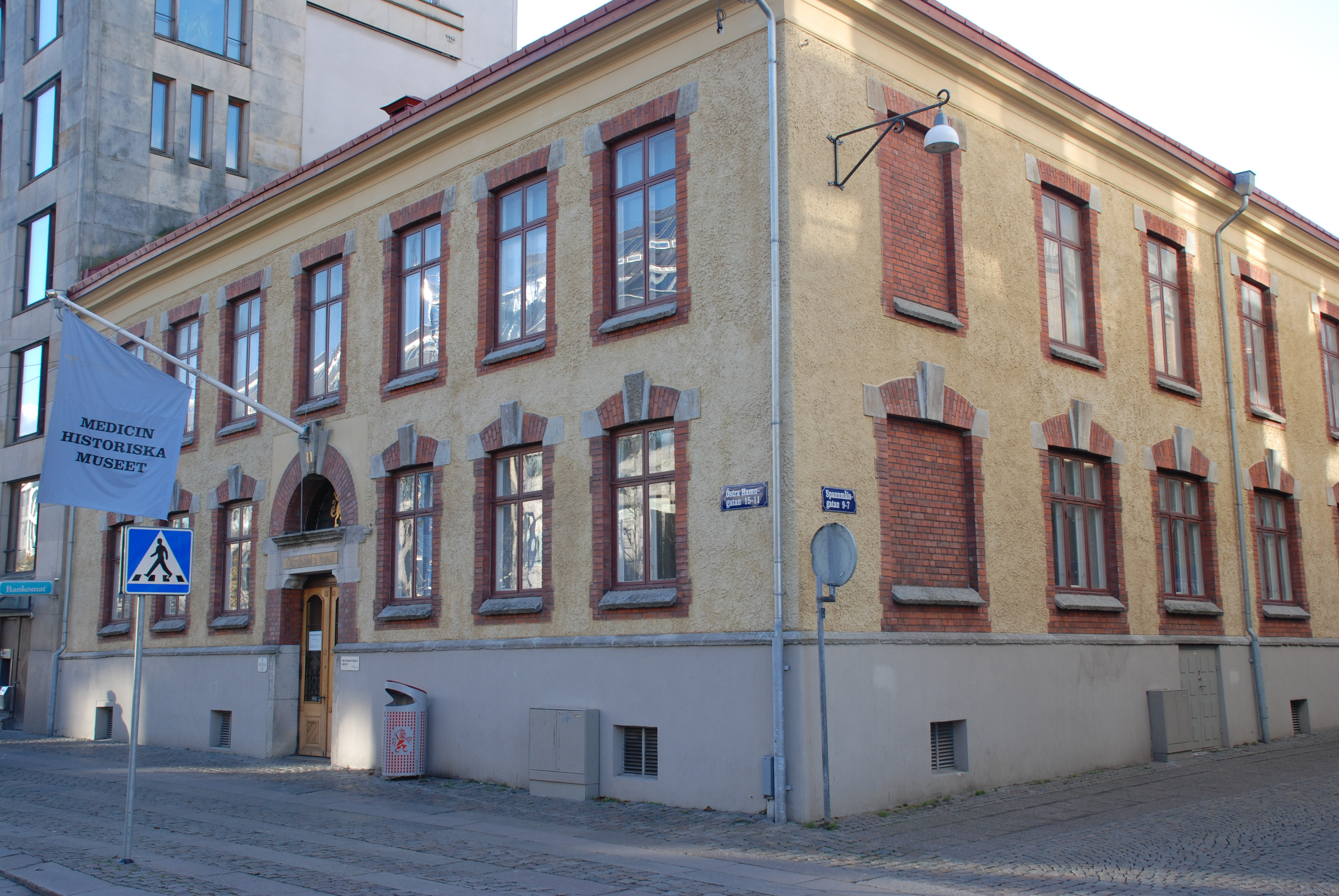
Medicinhistoriska museet i Oterdahlska huset vid hörnet Östra Hamngatan/Spannmålsgatan.
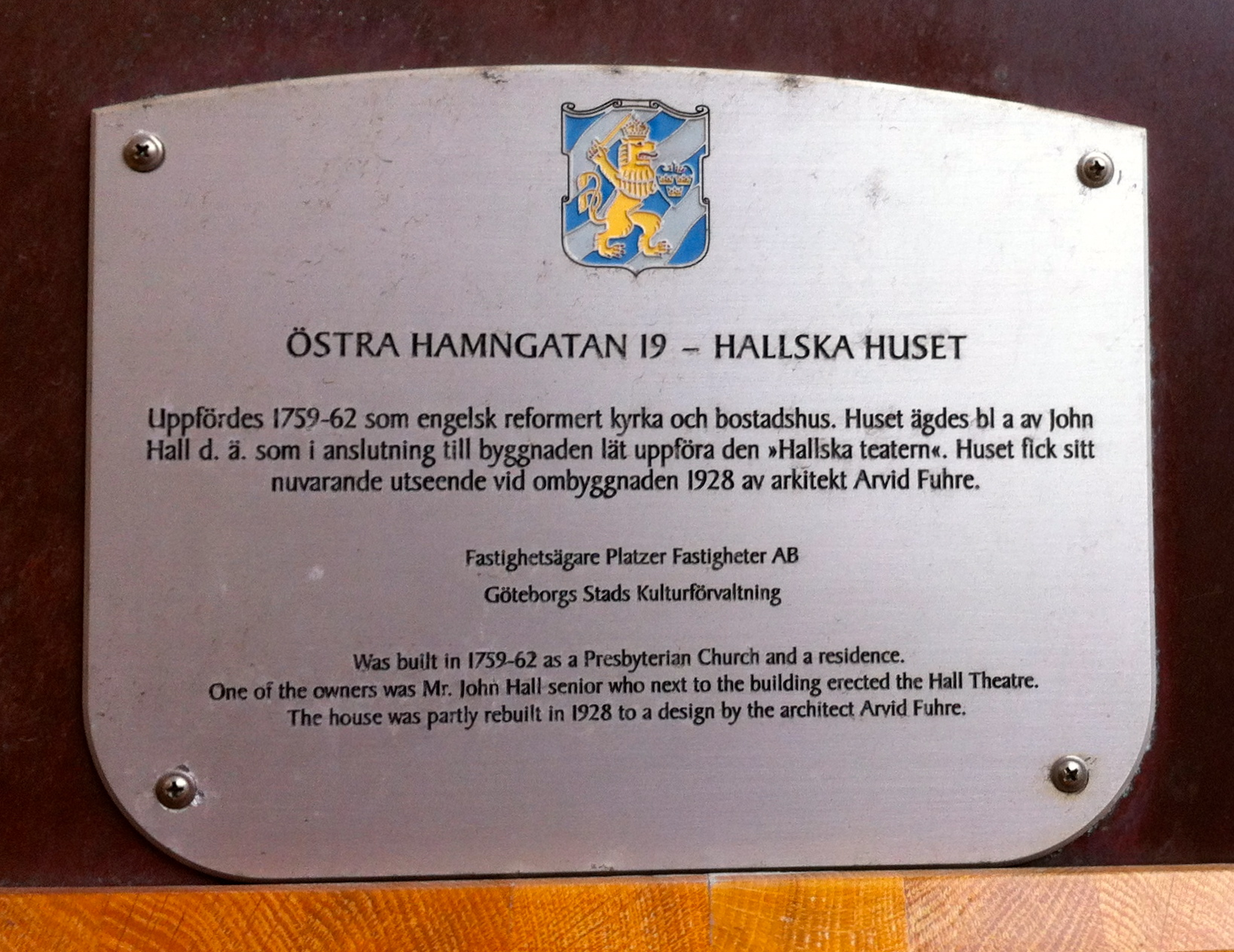
Hallska huset vid Östra Hamngatan 19. Huset byggdes 1759–62 som engelsk reformert kyrka och bostadshus. John Hall den äldre lät i anslutning till huset uppföra den "Hallska teatern".

## Byggnader och handelshus längs gatan

### Byggnader
- Hasselbladhuset, Östra Hamngatan 3.
- Oterdahlska huset Östra Hamngatan 11.
- Wilsonska palatset, vid Östra Hamngatan 34 stod klart i december 1866 efter ritningar av Johan Fredrik Åbom (1817-1900). Huset revs 1935.[23]

### Handelshus
- F. W. Hasselblad - vid Östra Hamngatan 3 låg Hasselbladhuset, uppfört 1875.
- Handelstidningens hus - vid Östra Hamngatan 12, hörnet Spannmålsgatan. Här bodde tidningsmannen S A Hedlund och här höll GHT till, fram till 1876.[24][25]
- "Bolanderska huset" - vid Östra Hamngatan 14, efter färgerifabrikör Nils Magnus Bolander (1723–97). Här fanns klädesfärgeri från 1714–94. Huset uppfördes i slutet av 1600-talet som skepparegård, brann ner 1794 och återuppbyggdes år 1799.
- James Dickson & Co - på Östra Hamngatan 17 låg kontoret till detta handelshus, (1870-tal).
- Nicolaus Hultman, snickarmästare - han var Östra Nordstadens främsta tomtuppköpare kring sekelskiftet 1800, och ägde flera ödetomter bland andra Östra Hamngatan 18-20.
- J. A. Kjellberg & Söner - ett handelshus, grundat 1779, på Östra Hamngatan 19, (1870-tal).
- J. Dahlander & Co - på Östra Hamngatan 30 låg deras butik för tapeter och rullgardiner, med mera. År 1850 hade firman anlagt Sveriges äldsta tapetfabrik, (1870-tal).
- J. A. Brobergs Cigarraffär - flyttade från Östra Hamngatan 33 till Östra Hamngatan 40 år 1897. Var kvar på denna adress till huset revs år 1972. Företaget finns fortfarande i kvarteret - i själva Arkaden. Fastigheten på Ö. Hamngatan byggdes om på 1954 för Gulins handelshus.[26]
- "Stibergs hörna" - en välkänd tobakshandlare på hörnet Södra Hamngatan/Östra Hamngatan 36, (1870-tal).
- Denninghoffska huset - vid Östra Hamngatan 40 - Grosshandlaren Wilhelm Denninghoff förvärvade 1867 genom giftermål fastigheten på denna adress. Rev huset och uppförde år 1880-1881 "en ovanligt vacker byggnad". Aktiebolaget Göteborgs Arkader, med Gustaf Bolander i spetsen, köpte fastigheten 1898.
- J. A. Wettergren & Co - vid Östra Hamngatan 41 hade de sin butik, (1870-tal).
- Ferd. Lundqvist & Co - hade sin bosättningsaffär i fastigheten Östra Hamngatan 42, (1870-tal).